# 汪中山
汪中山（1963年12月—），河南潢川人，1982年8月参加工作，1990年12月加入中共，河南大学文学院文学硕士学位，华中科技大学管理学院管理学博士学位；中央党校在职管理学博士。

## 简历
曾任中共河南省纪委第一纪检监察室主任、省纪委常委。2011年10月，任中共河南省纪委副书记。
2017年3月，任河南省审计厅厅长。
2021年1月，任河南省政协秘书长。